# Асариш
Аса́риш (порт. Assares)  —  населённый пункт и бывший район в Португалии. Район Асариш входил в округ Браганса. Являлся составной частью муниципалитета Вила-Флор. По старому административному делению входил в провинцию Траз-уш-Монтиш и Алту-Дору. Входил в экономико-статистический  субрегион Дору, который входит в Северный регион. Население составляло 170 человек на 2001 год. Занимал площадь 2,82 км².
При реорганизации 2012—2013 годов был объединён с Лодойншем. 